# Dendropsophus delarivai
Dendropsophus delarivai là một loài ếch thuộc họ Nhái bén.
Loài này có ở Bolivia, có thể có ở Brasil và Peru.
Môi trường sống tự nhiên của chúng là rừng khô nhiệt đới hoặc cận nhiệt đới, đầm lầy, đầm nước ngọt, đầm nước ngọt có nước theo mùa, vườn nông thôn, và rừng thoái hóa nghiêm trọng.